# Joshua Redman
Joshua Redman (Neix l'1 de febrer de 1969) és un saxofonista de jazz Nord Americà i compositor.
El 1991, guanya el Thelonious Monk International Jazz Saxophone Competition.

## Vida i carrera
Redman neix a Berkeley, California del saxofonista de jazz Dewey Redman i de la ballarina i llibretera Renee Shedroff. Va estar exposat a molts tipus de música al Centre for World Music a Berkeley, on la seva mare estudià danses del Sud de l'Índia. Moltes de les seves primeres lliçons de música i improvisació foren gravades amb gamelan player Jody Diamond. Fou envoltat a una edat primerenca d'una gran varietat de músiques i instruments, i comença tocant el clarinet a l'edat de nou anys, després canvià en el que seria el seu instrument principal, el saxòfon tenor, un any més tard. Redman cita John Coltrane, Ornette Coleman, Cannonball Adderley, el seu pare Dewey Redman, tant com als Beatles, Aretha Franklin, els Temptations, Earth, Wind and Fire, Prince, els Police i Led Zeppelin com a influències musicals.

## Discografia

### Com a líder
(releases on Warner Bros. and after 2002 on Nonesuch Records)
- 1993: Joshua Redman
- 1993: Wish
- 1994: Moodswing

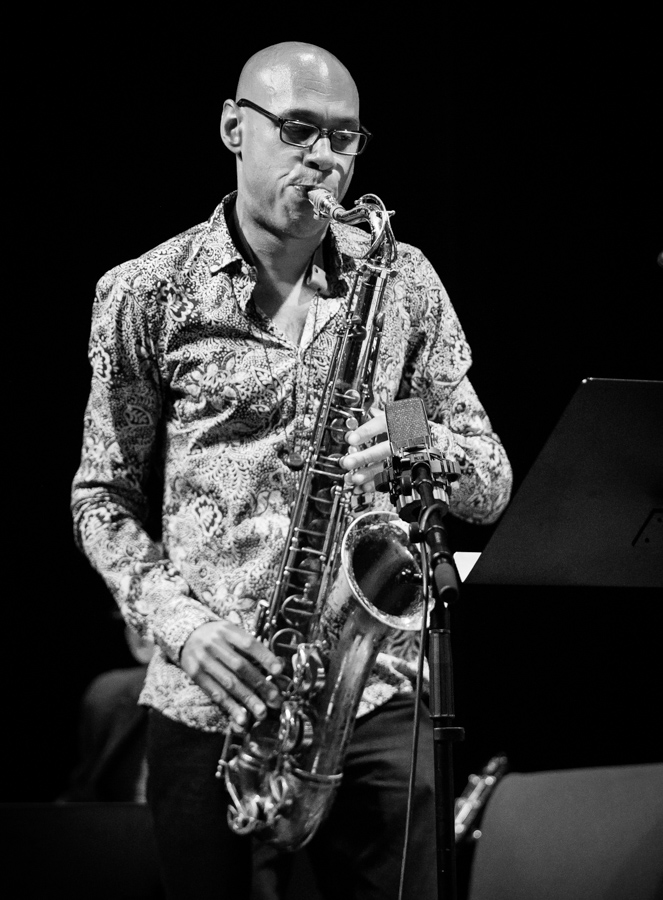
Joshua Redman, Kongsberg Jazzfestival 2017

- 1995: Spirit of the Moment - Live at the Village Vanguard
- 1996: Freedom in the Groove
- 1998: Timeless Tales for Changing Times
- 2000: Beyond
- 2001: Passage of Time
- 2002: Elastic
- 2005: Momentum
- 2007: Back East
- 2009: Compass
- 2013: Walking Shadows

### Acompanyant a
Amb Bob Thiele Collective
- 1991: Louis Satchmo

Amb James Farm
- 2011: James Farm (Nonesuch Records)

Amb Elvin Jones
- 1992: Youngblood (Enja)

Amb Jonny King
- 1996: Notes from the Underground (Enja Records)

Amb Joe Lovano
- 1993: Tenor Legacy (Blue Note)

Amb Christian McBride
- 1993: Gettin' To It

Amb Brad Mehldau
- 2010: Highway Rider (Nonesuch)

Amb Paul Motian
- 1993: Paul Motian and the Electric Bebop Band (JMT)

Amb Dewey Redman
- 1992: Choices (Enja)
- 1992: African Venus (Evidence)

Amb Kurt Rosenwinkel
- 2005: Deep Song

Amb Ferenc Nemeth
- 2012: Triumph